# Christian Pouga
Christian Pouga (n. 19 iunie 1986) este un fotbalist camerunez care s-a aflat sub contract cu formația FC Vaslui.